# Hradišťany
Hradišťany jsou malá vesnice, část obce Honezovice v okrese Plzeň-jih v Plzeňském kraji. Nachází se 2,5 kilometru jihozápadně od Honezovic. Je zde evidováno 30 adres. V roce 2011 zde trvale žilo 23 obyvatel.
Hradišťany jsou také název katastrálního území o rozloze 8,55 km².

## Historie
První písemná zmínka o vesnici pochází z roku 1251.

## Obyvatelstvo
| Rok            | 1869 | 1880 | 1890 | 1900 | 1910 | 1921 | 1930 | 1950 | 1961 | 1970 | 1980 | 1991 | 2001 | 2011 | 2021 |
| -------------- | ---- | ---- | ---- | ---- | ---- | ---- | ---- | ---- | ---- | ---- | ---- | ---- | ---- | ---- | ---- |
| Počet obyvatel | 228  | 197  | 181  | 174  | 163  | 185  | 190  | 87   | 78   | 72   | 44   | 28   | 22   | 23   | 45   |
| Počet domů     | 33   | 31   | 33   | 35   | 35   | 34   | 38   | 26   | 26   | 19   | 15   | 17   | 27   | 16   | 29   |

## Obecní správa
Při sčítání lidu v letech 1850–1959 Hradišťany byly samostatnou obcí, se kterým patřily nejprve do okresu Horšův Týn, ale v letech 1900–1930 v okrese Stříbro, posléze v roce 1950 v okrese Stod a od roku 1960 v okrese Plzeň-jih. V letech 1960–1976 byly částí obce Honezovice v okrese Plzeň-jih. Od 30. dubna 1976 do 31. srpna 1990 byly částí obce Ves Touškov v okrese Plzeň-jih. Od 1. září 1990 jsou opět částí obce Honezovice v okrese Plzeň-jih.

## Pamětihodnosti
- Venkovská usedlost čp. 20

## Galerie

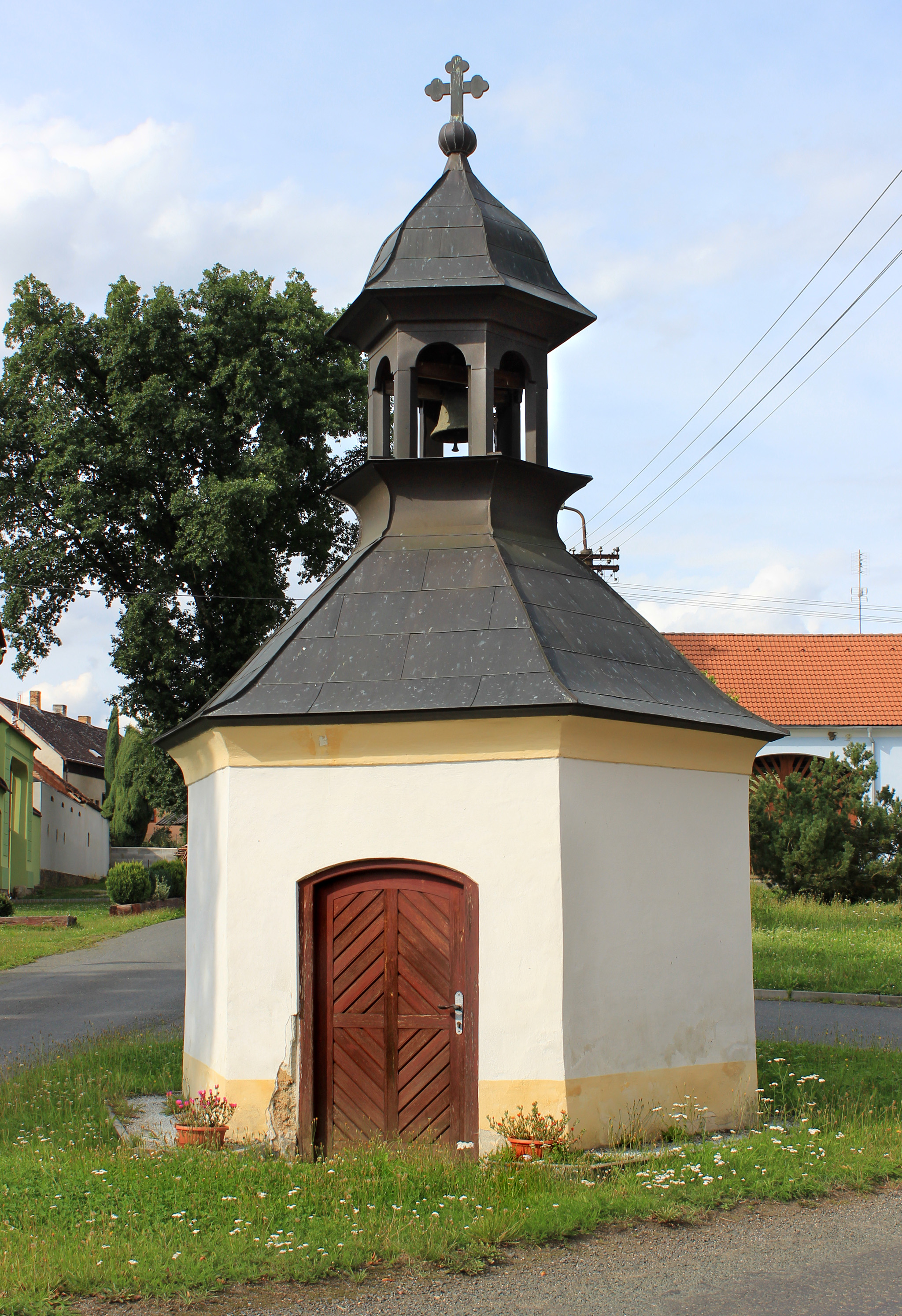
Kaple na návsi
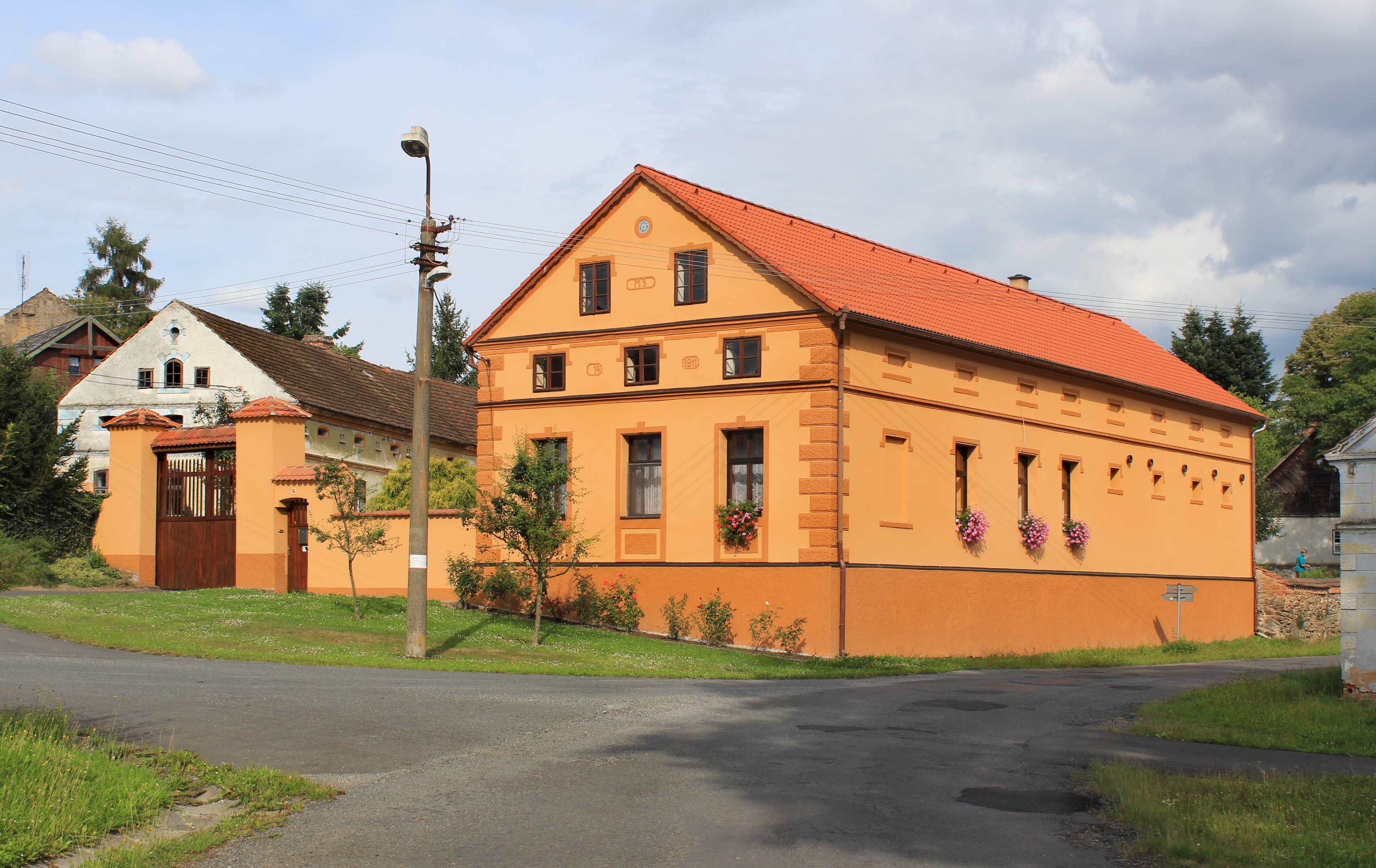
Dům čp. 14
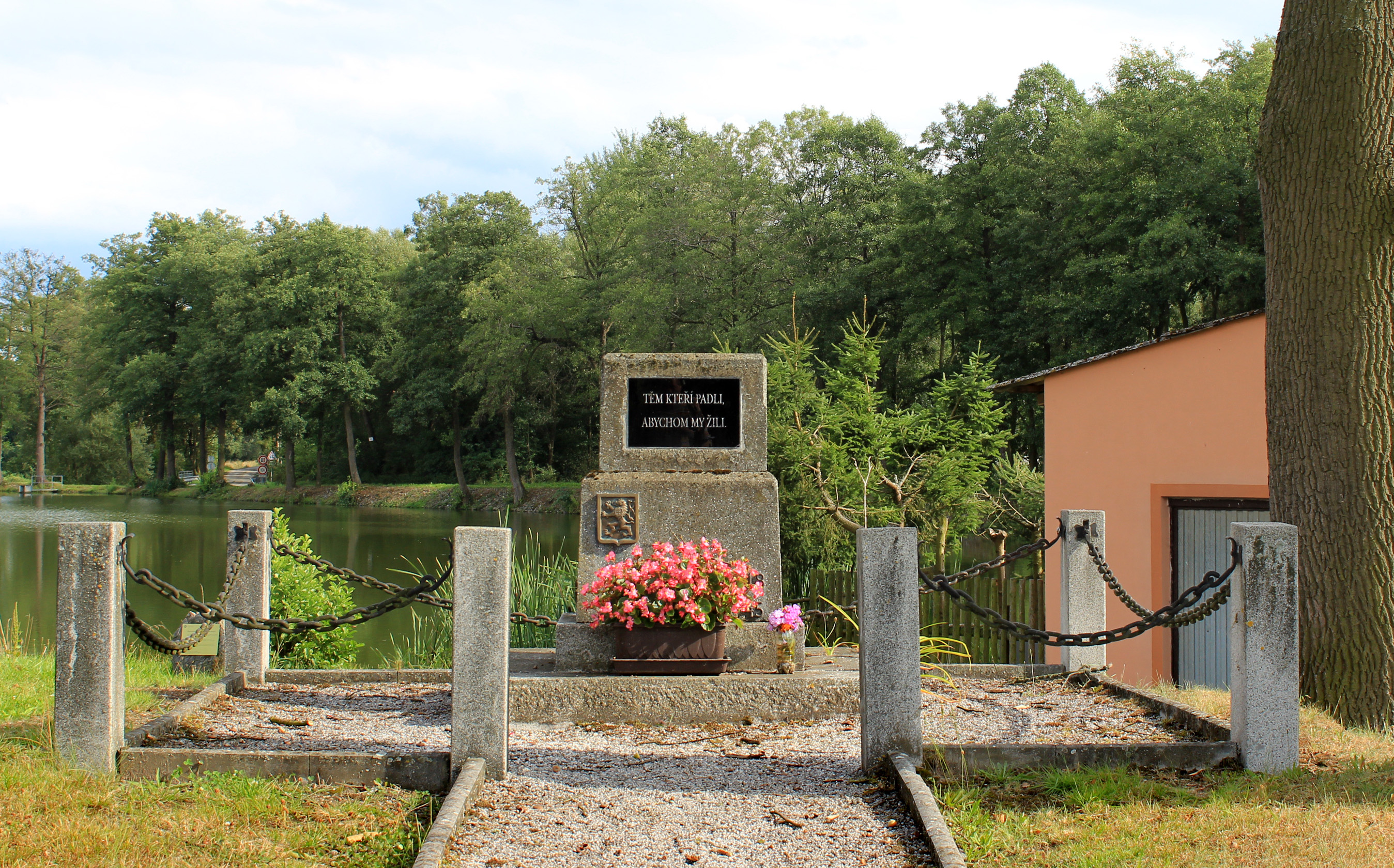
Památník obětem válek